# Travelcard Zones 7-9
Travelcard Zones 7-9 són les zones auxiliars de Travelcard del sistema zonal de Transport for London per a determinar el preu del bitllet. Les zones 7, 8 i 9 corresponen a les antigues zones A-D.

## Tarifes
|                                            | Zone 1 | Zone 2 | Zone 3 | Zone 4 | Zone 5 | Zone 6 | Zone 7 | Zone 8 | Zone 9 |
| ------------------------------------------ | ------ | ------ | ------ | ------ | ------ | ------ | ------ | ------ | ------ |
| Travelcard paper o Oyster                  | £5.50  | £4     | £4     | £3     | £3     | £3     | £3     | £3     | £3     |
| Oyster Dilluns a divendres: 7am-7pm        | £4.50  | £3     | £2.50  | £2     | £2     | £1.50  | £1     | £1.50  | £1.50  |
| Oyster Dilluns a divendres: resta de temps | £3     | £2     | £1     | £1     | £1     | £1     | £1     | £1     | £1     |